# Kara, Togo
Kara este reședința  regiunii Kara din statul Togo.